# Stagonospora aquatica
Stagonospora aquatica är en svampart som först beskrevs av Pier Andrea Saccardo, och fick sitt nu gällande namn av Pier Andrea Saccardo 1880. Stagonospora aquatica ingår i släktet Stagonospora och familjen Phaeosphaeriaceae.  Utöver nominatformen finns också underarten luzulicola.